# 蘇俊烈
蘇俊烈 (韓語：소준열，1931年9月18日—2004年1月28日)，本貫晉州蘇氏，韓國陸軍軍官和政治家。最終軍銜為韓國陸軍大將。

## 生平
1950年7月起於韓國陸軍任少尉軍官，並在韓戰中擔任連長。1968年，以首都機械化步兵師參謀長身份參與越南戰爭。之後歷任陸軍綜合行政學校校長，戰鬥教育司令部司令官，第1軍團長等職務。1983年以上將軍銜退役。1980年的光州民主化運動中，於5月22日起接替尹興禎中將擔任全羅道戒嚴分所所長，指揮鎮壓行動。因此於1988年國會有關光州事件的聽證會上被傳召作供。退役後任韓國土地公社社長，韓國退伍軍人協會會長，自由民主聯合顧問 (1995年)及新韓國黨常任顧問 (1996年)等職。 
2004年1月28日於美國加州洛杉磯去世。遺體運回韓國並安葬於國立大田顯忠院。

## 家庭
兒子蘇在成 (소재성，仁荷大學教授)、蘇在天 (소재천)，女兒蘇明淑(소명숙), 蘇景淑(소경숙)